# Mario Tennis Aces
Mario Tennis Aces est un jeu vidéo de la série Mario Tennis développé par Camelot Software Planning et édité par Nintendo. Il est sorti le 22 juin 2018 sur Nintendo Switch.

## Système de jeu

### Modes de jeu
Comme Mario Tennis: Power Tour sur Game Boy Advance, ce jeu contient un mode histoire. Deux des différents boss ont été dévoilés : Donkey Kong et Flora Piranha. Au fil de la progression dans le mode histoire, Mario pourra améliorer ses statistiques grâce à l'obtention de nouvelles raquettes. De plus, ce jeu contient un mode libre, un mode local, un mode parties en ligne, un mode tournoi (hors-ligne et en ligne) et le mode dynamique, là où il est possible de contrôler ses coups avec la reconnaissance de mouvements des Joy-Cons.

### Personnages jouables
Le jeu comprend initialement un total de seize personnages jouables, chacun disposant d'un style de jeu qui lui est propre. De plus, en participant aux tournois en ligne mensuels, le joueur peut débloquer de nouveaux personnages en avant-première. Le personnage déblocable lors du tournoi est ensuite ajouté au jeu via une mise à jour gratuite le mois suivant pour laisser sa place à un nouveau,.
Les personnages sont répartis selon six catégories influençant leurs statistiques et leur manière de jouer. Ainsi, un personnage complet dispose de statistiques plutôt équilibrées, alors qu'un type technique a tendance à mieux envoyer les balles dans les coins du court. De même, le type défense voit ses réceptions de balles facilitées, tandis qu'un type puissance peut envoyer des coups rapides au détriment de sa vitesse. Enfin, un type ruse envoie des balles dont la trajectoire est incurvée, rendant ainsi sa direction plus aléatoire, et un type vitesse bénéficie d'un excellente vitesse de déplacement sur le terrain.
- Mario (complet)
- Luigi (complet)
- Wario (puissance)
- Waluigi (défense)
- Peach (technique)
- Daisy (complet)
- Harmonie (ruse)
- Toad (vitesse)
- Toadette (technique)
- Yoshi (vitesse)
- Bowser (puissance)
- Bowser Jr. (défense)
- Boo (ruse)
- Spike (puissance)
- Donkey Kong (puissance)
- Chomp (puissance)
- Koopa (vitesse)
- Bloups (ruse)
- Diddy Kong (vitesse)
- Birdo (complet)
- Paratroopa (technique)
- Maskass (technique)
- Flora Piranha (puissance)
- Luma (technique)
- Boum Boum (défense)
- Pauline (vitesse)
- Kamek (ruse)
- Skelerex (ruse)
- Pyro Piranha (technique)
- Bowser Skelet (défense)

## Développement
Le jeu est annoncé lors du Nintendo Direct Mini du 11 janvier 2018.
Lors du Nintendo Direct du 8 mars 2018, Nintendo annonce la date de sortie du jeu au 22 juin 2018, ainsi qu'un tournoi de pré-lancement permettant de tester le jeu avant sa sortie officielle.
Annoncé le 15 mai 2018, un tournoi de pré-lancement est organisé du 1er juin 2018 au 4 juin 2018 pour permettre aux joueurs d'essayer le jeu avant sa sortie. Ce tournoi leur permet ainsi de débloquer une tenue spéciale disponible dans le jeu complet. Il met à disposition quatre personnages, à savoir Mario, Peach, Yoshi et Bowser. De plus, en accumulant des points lors des tournois, le joueur peut débloquer cinq autres personnages, qui sont Waluigi, Toad, Spike, Harmonie et Chomp.

## Accueil

### Ventes
Au 30 septembre 2018, Nintendo annonce que Mario Tennis Aces a été écoulé à 2,16 millions de ventes.
Le 31 Décembre 2021, le jeu s'est vendu à 4,28 millions d'exemplaires et devient ainsi l'épisode le plus vendu de la franchise Mario Tennis, dépassant Mario Tennis sur Nintendo 64 avec ses 2,32 millions.